# Années 100
Les années 100 couvrent les années 100 à 109.

## Événements
- Vers 100 :

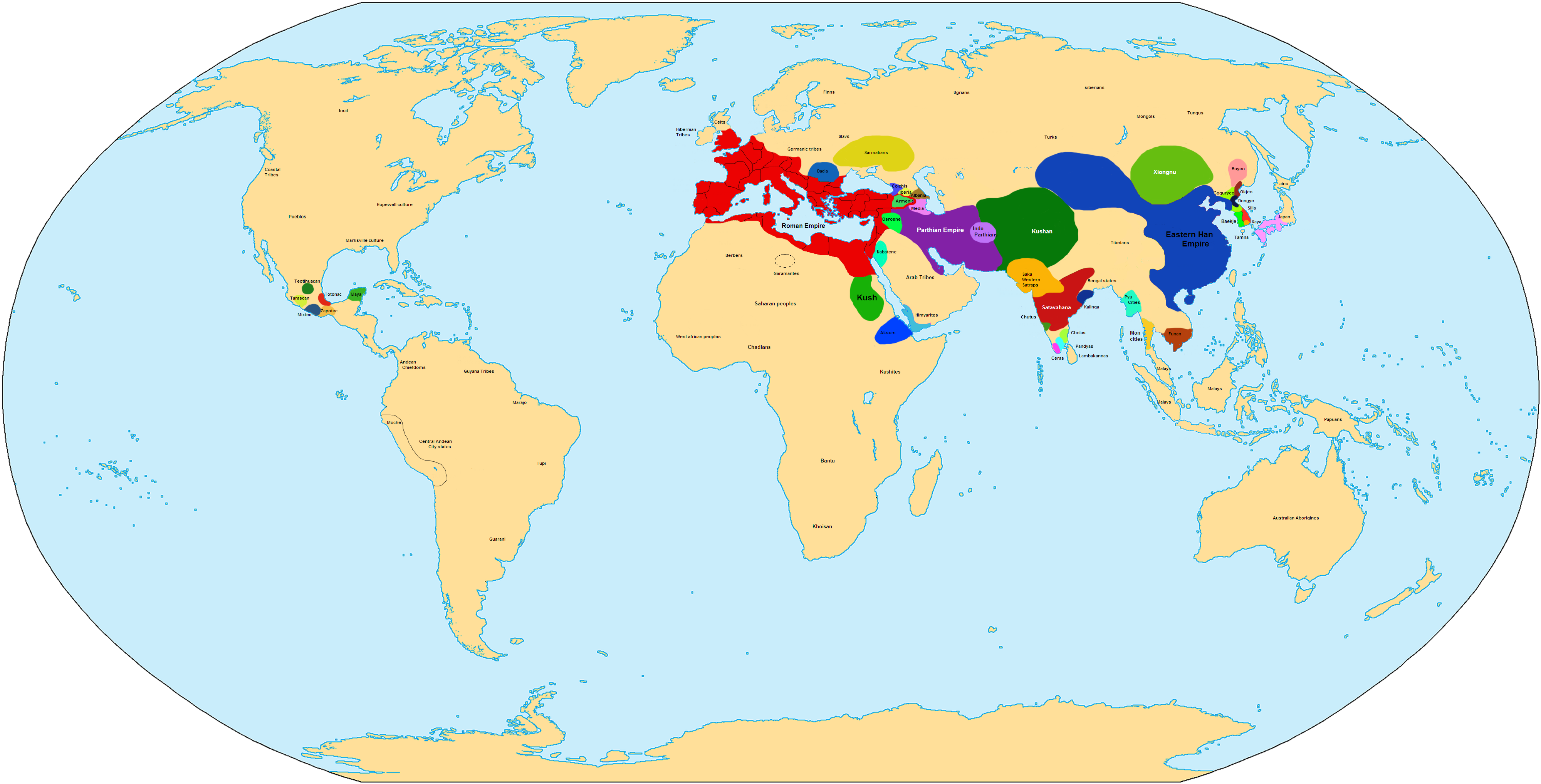
Le monde vers l'an 100

  - le commerçant macédonien ou syrien Maès Titianos reconnaît la Route de la soie, vers la Chine[1].
  - Zoskales, roi d’Aksoum (Éthiopie)[2].
- 100 : fondation de Timgad[3].
- 101-102 et 105-106 : guerres de Rome contre les Daces[1]. L’annexion de la Dacie apporte beaucoup d’or à Rome, ce qui permet de rétablir les finances.
- 102-105 : agrandissement du port d’Ostie[1].
- Vers 105 : invention du papier par l'eunuque chinois Cai Lun, qui le présente à l'empereur Hedi de la dynastie Han[4].
- 106 : Rome annexe Pétra[1].

- Le concile du Cachemire fixe la nouvelle forme du bouddhisme, le bouddhisme mahāyāna[5] (ou vers 120).

## Personnalités significatives
- Alexandre Ier (pape)
- Apollodore de Damas
- Décébale
- Kanishka
- Pline le Jeune
- Tacite
- Trajan